# Яблунівська сільська рада (Оржицький район)
Яблунівська сільська рада — адміністративно-територіальна одиниця у Оржицькому районі Полтавської області з центром у c. Яблуневе.
Населення — 991 особа.

## Населені пункти
Сільраді були підпорядковані населені пункти:
- c. Яблуневе
- с. Загребелля
- с. Залужне
- с. Пилиповичі

## Географія
Територією сільради протікабть річки Оржиця та Чумгак.